# Kap Errera
Kap Errera (französisch Cap Errera) ist ein Kap, welches das südwestliche Ende der Wiencke-Insel im Palmer-Archipel westlich der Antarktischen Halbinsel bildet. Es markiert dort den Übergang von der Bismarck-Straße in die Gerlache-Straße
Teilnehmer der Belgica-Expedition (1897–1899) entdeckten das Kap. Der Expeditionsleiter Adrien de Gerlache de Gomery benannte es nach dem belgischen Botaniker Léo Errera (1858–1905), dessen Bruder, dem Juristen Paul Errera (1858–1922), sowie der Ehefrau des Bruders, der Historikerin Isabelle Errera (1869–1929), welche die Expedition finanziell unterstützt hatten.